# Ferland Mendy
Ferland Mendy (ur. 8 czerwca 1995 w Meulan-en-Yvelines) – francuski piłkarz występujący na pozycji obrońcy w hiszpańskim klubie Real Madryt oraz w reprezentacji Francji.

## Życiorys
Jest wychowankiem Le Havre AC. W latach 2015–2017 grał w pierwszym zespole tego klubu. 1 lipca 2017 odszedł za 5 milionów euro do Olympique Lyon. W Ligue 1 zadebiutował 26 sierpnia 2017 w zremisowanym 0:0 meczu z FC Nantes.
Dzięki znakomitym występom Mendy w rundzie jesiennej 2018, selekcjoner Didier Deschamps powołał go w skład reprezentacji Francji na mecz towarzyski z Urugwajem (20 listopada 2018), pod nieobecność kontuzjowanego: Benjamina Mendy. Mendy zadebiutował na Stade de France w wygranym meczu (1:0) z Urugwajem, w którym grał w wyjściowym składzie jako lewy obrońca.
12 czerwca 2019 Real Madryt ogłosił dojście do porozumienia z Olympique’iem Lyon w sprawie transfery Ferlanda. Mendy podpisał z zespołem 6-letni kontrakt, a jako nowy zawodnik hiszpańskiego klubu zostanie zaprezentowany tydzień później.

## Statystyki kariery
Aktualne na dzień 13 czerwca 2019.
| Klub               | Sezon              | Liga               | Liga  | Liga   | Puchar Francji | Puchar Francji | Puchar Ligi Francuskiej | Puchar Ligi Francuskiej | Europa | Europa | Suma  | Suma   |
| Klub               | Sezon              | Liga               | Mecze | Bramki | Mecze          | Bramki         | Mecze                   | Bramki                  | Mecze  | Bramki | Mecze | Bramki |
| ------------------ | ------------------ | ------------------ | ----- | ------ | -------------- | -------------- | ----------------------- | ----------------------- | ------ | ------ | ----- | ------ |
| Le Havre AC B      | 2013/14            | CFA 2              | 20    | 0      | –              | –              | –                       | –                       | –      | –      | 20    | 0      |
| Le Havre AC B      | 2014/15            | CFA 2              | 23    | 0      | –              | –              | –                       | –                       | –      | –      | 23    | 0      |
| Le Havre AC B      | 2015/16            | CFA 2              | 13    | 1      | –              | –              | –                       | –                       | –      | –      | 13    | 1      |
| Le Havre AC B      | Ogólnie            | Ogólnie            | 56    | 1      | 0              | 0              | 0                       | 0                       | 0      | 0      | 56    | 1      |
| Le Havre AC        | 2014/15            | Ligue 2            | 1     | 0      | 0              | 0              | 0                       | 0                       | –      | –      | 1     | 0      |
| Le Havre AC        | 2015/16            | Ligue 2            | 11    | 0      | 1              | 0              | 0                       | 0                       | –      | –      | 12    | 0      |
| Le Havre AC        | 2016/17            | Ligue 2            | 35    | 2      | 1              | 0              | 2                       | 0                       | –      | –      | 38    | 2      |
| Le Havre AC        | Ogólnie            | Ogólnie            | 47    | 2      | 2              | 0              | 2                       | 0                       | 0      | 0      | 51    | 2      |
| Lyon               | 2017/18            | Ligue 1            | 27    | 0      | 0              | 0              | 1                       | 0                       | 7      | 0      | 35    | 0      |
| Lyon               | 2018/19            | Ligue 1            | 30    | 2      | 4              | 1              | 2                       | 0                       | 8      | 0      | 44    | 3      |
| Lyon               | Ogólnie            | Ogólnie            | 57    | 2      | 4              | 1              | 3                       | 0                       | 15     | 0      | 79    | 3      |
| Łącznie w karierze | Łącznie w karierze | Łącznie w karierze | 160   | 5      | 6              | 1              | 5                       | 0                       | 15     | 0      | 186   | 6      |

## Sukcesy

### Real Madryt
- Mistrzostwo Hiszpanii: 2019/2020, 2021/2022
- Superpuchar Hiszpanii: 2019/2020
- Liga Mistrzów UEFA: 2021/2022, 2023/24
- Superpuchar Europy: 2024